# Јана Максимова
Јана Максимова  (блр. Яна Эдуардовна Максимова; Вилњус, 9. јануар 1989) је белоруска атлетичарка, чија су специјалност вишебоји (седмобој и петобој).
Каријеру је почела петим местом у седмобоју на Европском јуниорском првенству у Хенгелу 2007. а наставила другим местом на Светском јуниорском првенству 2008. у Бидгошчу. После овог успеха одлази на Олимпијске игре у Пекингу, где се лоше пласира. У 2009. била је пета на омладинском првенству Старог континента, а 2010. је 18 на Европском првенству у Барселони. Европско првенство У-23 2011. завршила је са бронзаном медаљом.
У петобоју је учествовала на Светском првенству у дворани у Истанбулу, била је осма. На Олимпијским играма у Лондону у седмобоју побољшала је лични рекорд на 6.198 бодова и била рангирана на 17. место. У марту 2013, освојила је сребрну медаљу у петобоју са новим личним рекордом од 4.658 бодова на Европском првенству у дворани у Гетеборгу.

## Значајнији резултати
| Год. | Такмичење                                 | Место                        | Пласман  | Дисциплина | Резултат   | Бел.                                   |
| ---- | ----------------------------------------- | ---------------------------- | -------- | ---------- | ---------- | -------------------------------------- |
| 2007 | Европско првенство за јуниоре             | Хенгело, Холандија           | седмобој | 5. место   | 5.512 бод. |                                        |
| 2008 | Светско првенство у атлетици за јуниоре   | Бидгошч, Пољска              | седмобој | 2. место   | 5.766 бод. |                                        |
| 2008 | Олимпијске игре                           | Пекинг, Кина                 | седмобој | 34. место  | 4.806 бод. |                                        |
| 2009 | Прва лига Европског купа у вишебоју 2009. | Сарагоса, Шпанија            | седмобој | 7. место   | 5.753 бода |                                        |
| 2009 | Европско првенство за младе               | Каунас, Литванија            | седмобој | 5. место   | 5.924 бод. |                                        |
| 2010 | Прва лига Европског купа у вишебоју 2010. | Хенгело, Холандија           | седмобој | 2. место   | 5.958 бод. |                                        |
| 2010 | Европско првенство на отвореном           | Барселона, Шпанија           | седмобој | 18. место  | 5.838 бод. | Архивирано на веб-сајту (12. јун 2012) |
| 2011 | Прва лига Европског купа у вишебоју 2011. | Бресаноне, Италија           | седмобој | 3. место   | 5.998 бод. |                                        |
| 2011 | Европско првенство за младе               | Острава, Чешка               | седмобој | 3. место   | 6.075 бод. |                                        |
| 2011 | Универзијада                              | Шенџен, Кина                 | седмобој | 6. место   | 5.725 бод. |                                        |
| 2012 | Светско првенство у дворани               | Истанбул, Турска             | петобој  | 8. место   | 4.601 бод  |                                        |
| 2012 | Олимпијске игре                           | Лондон, Уједињено Краљевство | седмобој | 17. место  | 6.198 бод. |                                        |
| 2013 | Европско првенство у дворани              | Гетеборг, Шведска            | петобој  | 2. место   | 4.658 бод. |                                        |
| 2013 | Светско првенство                         | Москва, Русија               | седмобој | 20. место  | 5.982 бод. |                                        |

## Лични рекорди
Стање 17. септембар 2013.
на отвореном
- 100 метара – 25,24 (+ 1,3) (Гецис 2011)
- 800 метара – 2:11,9 (Барселона 2010)
- 100 м препоне – 13,89 (+0,4) (Гецис 2013)
- Скок увис – 1,91 (Гецис 2012)
- Скок удаљ – 6,02 (+0,6) (Кладно 2012)
- Бацање кугле – 14,45 (Острава 2011)
- Бацање копља – 45,41 (Москва 2013)
- Седмобој – 6.198 б (Лондон 2012)

у дворани
- 800 метара – 2:14,25 (Истанбул 2012)
- 60 м препоне – 8,9 (Гомељ 2013)
- Скок увис - 1,90 (Истанбул 2012, Гетеборг 2013, Гомељ 2013)
- Бацање кугле – 15,02 (Гомел 2012)
- Скок удаљ – 5,95 (Гомел 2012)
- Петобој — 4.658 б (Гетеборг 2013)